# Xa lộ châu Âu E70
Xa lộ châu Âu E70 là một xa lộ châu Âu hạng A kéo dài từ A Coruña ở Tây Ban Nha ở phía tây đến thành phố Gruzia Poti ở phía đông. 
Tổng chiều dài toàn tuyến là 5380 km.

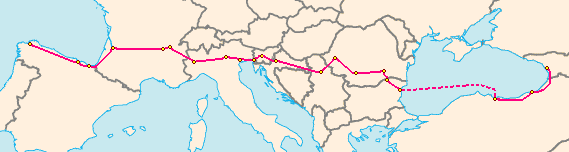
Từ tây sang đông: La Coruña, Gijón, Bilbao, San Sebastián, Bordeaux, Saint-Étienne, Lyon, Torino, Verona, Venice, Trieste, Ljubljana, Zagreb, Belgrade, Timişoara, Craiova, Bucharest, Rousse, Varna, Samsun, Trabzon, Batumi, Poti.

## Lý trình
E70 chạy qua 10 nước châu Âu, và bao gồm cả vượt biển, từ Varna ở Bulgaria đến Samsun ở Thổ Nhĩ Kỳ.
- Tây Ban Nha

E70 đi vòng qua phía bắc Tây Ban Nha, do một vài đoạn của A-8 chưa hoàn thành. Chiều dài khoảng 686 km.
- Autovía A-6: A Coruña - Baamonde (73 km/45 mi)
- N-634: Baamonde - Canero (146 km/91 mi)
- N-632: Canero - Avilés (61 km/38 mi)
- Autovía A-8: Avilés - Serín (10 km/6 mi)
- Autovía A-8 / Autovía A-66: Serin - Gijón (13 km/8 mi)
- Autovía A-8: Gijón - Torrelavega (152 km/95 mi)
- N-634: Torrelavega - (gần Santander) - Valdecilla (22 km/14 mi)
- Autovía A-8/Autopista AP-8: Valdecilla - Bilbao - Donostia-San Sebastián - Irún - Pháp (201 km/125 mi)
- Pháp

E70 dài khoảng 989 km or 610 mi qua phía bắc nước Pháp
- A-63/N-10: Tây Ban Nha - Biarritz - Bayonne - Bordeaux (216 km/134 mi)
- N-89/A-89: Bordeaux - Brive-la-Gaillarde - Clermont-Ferrand (373 km/231 mi)
- A-72: Clermont-Ferrand - Saint-Étienne (139 km/86 mi)
- A-47: Saint-Étienne - Lyon (58 km/36 mi)
- A-43: Lyon - Chambéry - đường hầm đường bộ Fréjus với Italia (197 km/122 mi)
- Ý

E70 dài khoảng 650 km hay 403 mi
- A32: Pháp - Torino (100 km/62 mi)
- A21: Turin - Alessandria - Brescia (252 km/156 mi)
- A4: Brescia - Verona - Padova - gần Venezia - Trieste - Fernetti (biên giới Slovenia) (528 km/328 mi)
- Slovenia

E70 dài khoảng 186 km or 115 mi qua miền trung Slovenia
- A3: Fernetiči (biên giới Italia) - Divača: (12 km/7 mi)
- A1: Divača - Ljubljana: (67 km/41 mi)
- A2: Ljubljana - Obrežje (biên giới Croatia): (107 km/66 mi)
- Croatia

E70 dài khoảng 306 km (190 mi) ở Croatia. Bắt đầu theo hướng đông tại đoạn cắt biên giới Bregana, tuyến này chạy theo hướng tây của xa lộ A3 đến Zagreb, nơi nó gặp đường nhánh Zagreb tại giao lộ Jankomir. Tại giao lộ Ivanja Reka, E70 lại theo hướng đông A3. Nó đi qua các thành phố Slavonski Brod và Županja trước khi đến biên giới Serbia tại Lipovac.
- Serbia

E 70 dài khoảng 205 km hay 126 mi
- Các tuyến 1 và 4: Bajakovo - Belgrade (114 km/70 mi)
- Tuyến 1.9: Belgrade - România (91 km/56 mi)
- România

E 70 dài khoảng 695 km hay 431 dặm Anh
- : Serbia - Stamora Moraviţa - Timişoara (62 km/38 mi)
- DN6: Timişoara - Lugoj - Caransebeş - Orşova - Drobeta-Turnu Severin (219 km/136 mi)
- : Drobeta-Turnu Severin - Filiaşi - Craiova (111 km/69 mi)
- : Craiova - Caracal - Roşiori de Vede - Alexandria (136 km/85 mi)
- : Alexandria - Bucharest (89 km/55 mi)
- DN5: Bucharest - Giurgiu - Bulgaria (52 km/32 mi)
- Bulgaria

E 70 dài khoảng 186 km or 115 mi phía bắc Bulgaria
- Xa lộ 5 và A2: Romania - Rousse - Razgrad - Shumen - Varna: (186 km/115 mi)

Sau đó nó chạy qua Biển Đen bằng phà đến Samsun, Thổ Nhĩ Kỳ
- Thổ Nhĩ Kỳ

Từ Samsun, E 70 theo bờ Biển Đen qua Ordu và Trabzon trước khi vào Gruzia
- Gruzia

[ს 2] Sarpi, Batumi, Kobuleti, Poti